# آتشین عربی
آتشین عربی (نام علمی: Aethionema arabicum) نام یک گونه از سرده آتشین است. جنس یا سردهٔ آتشین در ایران ۱۱ گونه گیاه علفی یک ساله و چند ساله دارد. آتشین عربی یکی از این ۱۱ گونهٔ موجود در ایران است.